# Portique de Philippe
Le portique de Philippe (en latin : Porticus Philippi) est un ensemble de monuments romains antiques situé sur le Champ de Mars à Rome, au nord de l'esplanade du Circus Flaminius. En plus du quadriportique, le monument comprend un temple dédié à Hercule et aux Muses (en latin : Aedes Herculis Musarum ou Herculis et Musarum). Aucun vestige n'est visible aujourd'hui, il ne subsiste que quelques blocs des fondations, sous le niveau actuel du sol, et quelques fragments de la décoration architectonique du portique dispersés dans les édifices modernes voisins.

## Localisation
Le portique et le temple sont représentés sur un fragment de la Forma Urbis et sont mentionnés dans les Régionnaires pour la Regio IX Circus Flaminius. Ils se situent dans la partie méridionale du Champ de Mars, le long de la bordure nord du Circus Flaminius, au nord-ouest du portique d'Octavie avec lequel ils sont adjacents.

## Histoire

### Antiquité

#### La construction de Marcus Fulvius Nobilior
Le temple est construit par Marcus Fulvius Nobilior après ses victoires sur la ligue étolienne en Étolie et sur l'île de Céphalonie et après la prise d'Ambracie en 189 av. J.-C. La construction ne commence probablement qu'après la célébration de son triomphe en 187 av. J.-C., comme l'atteste une inscription placée sur le socle en péperin d'une des statues du temple retrouvée sous le monastère de Sant'Ambrogio delle Massima : M. Folvius M.f. Ser.n. Nobilior cos. Ambracia coepit,. Le triomphe est célébré plus rapidement que prévu, le 23 décembre au lieu du mois de janvier de l'année suivante, afin d'éviter une confrontation entre Nobilior et son ennemi politique Marcus Aemilius Lepidus qui revient de sa campagne contre les Ligures et qui a tenté de s'opposer à ce que soit décerné cet honneur à Nobilior par l'intermédiaire du tribun de la plèbe Marcus Aburius.
La dédicace du temple a lieu entre 185 et 180 av. J.-C. Les travaux du temple sont probablement achevés avant que Nobilior ne devienne Censeur en 179 av. J.-C., toutefois Eumène affrime que Nobilior a financé les travaux en tant que censeur (ex pecunia censoria fecit),. La raison qui a poussé ce dernier à ériger un temple à Rome dédié aux Muses n'est pas connue avec certitude. Selon Eumène, qui écrit plus de quatre siècles plus tard, Nobilior a pu être influencé lors de sa campagne en Grèce, apprenant qu'Hercule, à l'instar d'Apollon, y est porteur de l'épithète musagetes, c'est-à-dire « qui conduit les Muses ». Toutefois, le culte romain dédié à Hercules Musarum semble être postérieur d'au moins quarante ans et serait une invention d'un tresvir monetalis tel que Quintus Pomponius Musa ou Lucius Calpurnius Piso Frugi. Ce culte remplace celui des Muses seules lors de la reconstruction entreprise sous Auguste. Il semble plus probable que Nobilior ait été d'une part influencé par son ami et poète Ennius qui l'a accompagné en Étolie et d'autre part par sa volonté de construire à Rome un temple pour abriter un groupe statuaire représentant les neuf Muses qui fait partie du butin pris à Ambracie, et qui fait son entrée à Rome en 187 av. J.-C. lors du triomphe de Nobilior. Ce dernier n'aurait donc pas à l'origine inclus le culte d'Hercule dans son temple qui n'est dédié qu'aux seules Muses,, comme le laisse supposer Cicéron qui ne mentionne pas Hercule lorsqu'il se réfère au temple de Nobilior (manubias Musis consacrare),.
Il fait placer dans le sanctuaire une copie des Fasti agrémentée de notes explicatives qui auraient été rédigées ou dictées par Nobilior lui-même. Il s'agit du premier exemple de ce type de document à Rome. Le temple des Muses devient peu après sa construction le quartier général et le lieu de rassemblement de la guilde des poètes de Rome, le collegium poetarum,, instituée à la même époque.

#### La reconstruction de Lucius Marcius Philippus
Il y a confusion sur l'identité du commanditaire de la reconstruction du temple. Certains l'identifient à Lucius Marcius Philippus, consul en 56 av. J.-C., deuxième époux d'Atia et beau-père d'Auguste, tandis que d'autres l'identifient à Lucius Marcius Philippus, consul suffectus en 38 av. J.-C. et fils du précédent,. Ce dernier aurait entrepris les travaux en 29 av. J.-C., quelques années après son triomphe célébré en 34 ou 33 av. J.-C., financés ex manubiis avec le butin rapporté d'Hispanie. Il fait construire un portique autour du temple qui est restauré par la même occasion,. Le temple est à nouveau dédié, son dies natalis est fixé au 30 juin,.
La construction de ce portique s'inscrit dans la réorganisation de la zone du Circus Flaminius par Auguste. Le temple des Muses a été construit peu après la prise d'Ambracie en Grèce, cité qui se situe non loin d'Actium, une proximité qu'Auguste a certainement mis à profit pour se réapproprier le symbolisme du monument et l'intégrer dans un complexe dynastique plus vaste comprenant le portique d'Octavius, le portique d'Octavie, le temple d'Apollon Sosianus et le théâtre de Marcellus,. Lorsqu'Auguste, par l'intermédiaire de Philippus, entreprend la rénovation du temple et la construction du portique, il ressert également ses liens avec le collegium poetarum, montrant qu'il accorde une grande importance aux arts littéraires dans sa politique.

### Renaissance
Le site du portique est occupé sous la Renaissance par le monastère de Sant'Ambrogio della Massima, construit en 1568. L'épithète della Massima pourrait dériver de la proximité du Porticus Maxima, toujours identifiable au Moyen Âge. Il est possible que lors de la construction du monastère, le portique de Philippe était encore en partie intact, ce qui expliquerait que de nombreux éléments architecturaux d'époque augustéenne ont été réutilisés et retrouvés dispersés dans les différents édifices plus modernes de la zone.

## Description

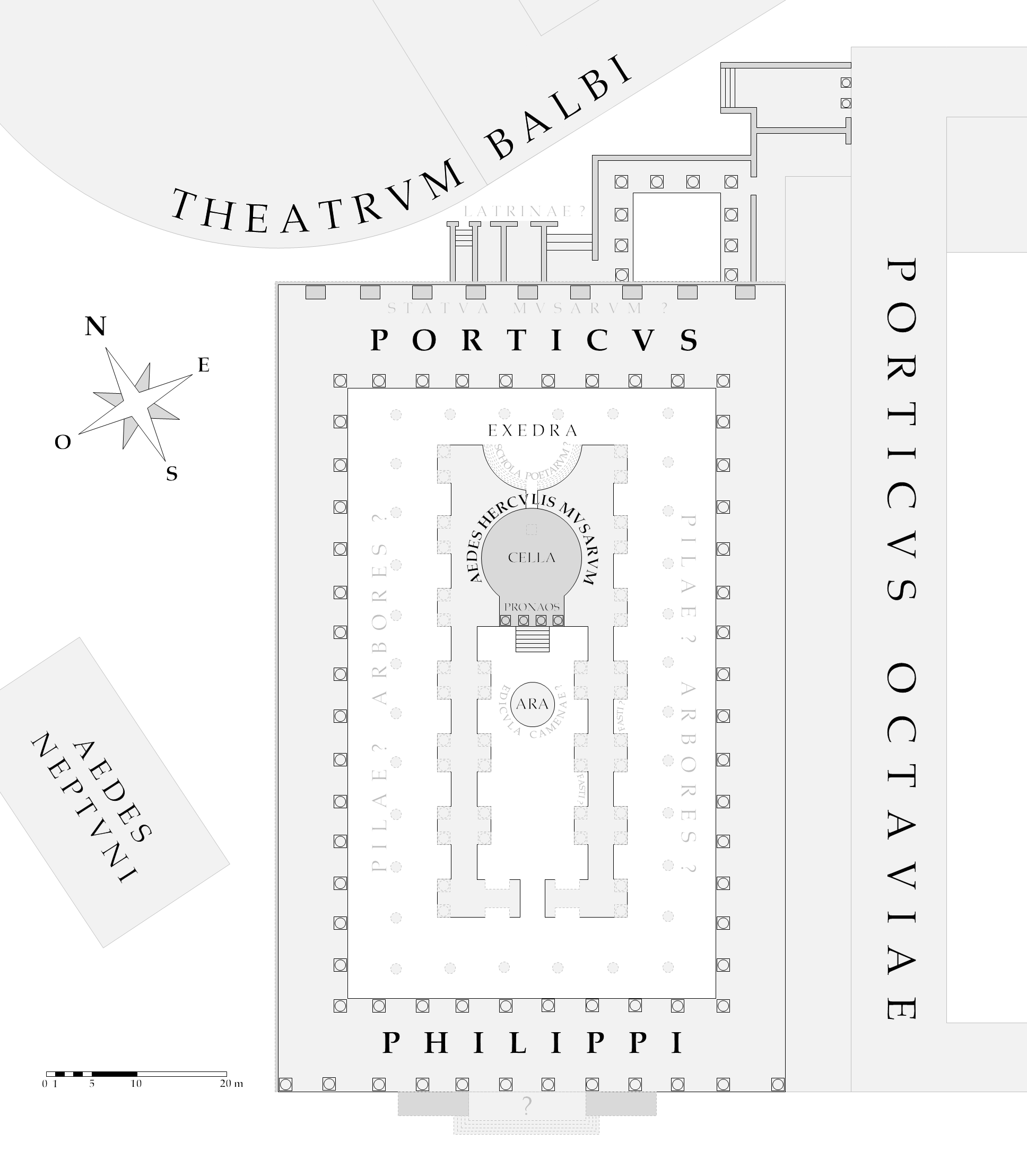
Plan du portique après la reconstruction de Lucius Marcius Philippus,.

### Le temple des Muses de Nobilior
Le temple construit par Marcus Fulvius Nobilior ne semble avoir eu une importance architecturale considérable et devait être de dimensions modestes. Il n'est pas fait mention d'un quelconque portique, il est donc probable qu'il n'ait été ajouté qu'après la reconstruction de Philippus.
Nobilior orne son temple avec des statues ramenées d'Ambracie dont un groupe représentant les neuf Muses. Il fait également déplacer un autel en bronze dédié aux Camènes (Camenae), nymphes assimilées aux Muses grecques, dont la réalisation remonterait au règne de Numa Pompilius. Cet autel ou édicule a d'abord été construit à l'emplacement d'une source réputée d'excellente qualité et dont l'eau est utilisée quotidiennement par les Vestales. Après avoir été frappé par la foudre au début du IIIe siècle av. J.-C., l'autel est déplacé dans le temple de l'Honneur et de la Vertu (Aedes Honos et Virtus) près de la Porte Capène,. C'est de ce temple qu'il est prélevé par Nobilior pour être placé sur le Champ de Mars, le long du Circus Flaminius, une zone devenue importante où se déroulent en partie les processions triomphales et les Ludi Plebeii.
Les statues des Muses et d'Hercule sont représentées sur une série de denarii frappés par Quintus Pomponius Musa vers 64 av. J.-C. Toutes les pièces de cette série se présente sur le même modèle avec un profil d'Apollon lauré, les cheveux ramenés sur la nuque, à l'avers et une des neuf Muses représentée en pied avec chacune un attribut spécifique permettant de les identifier. Leur représentation détaillée semble indiquer que l'artiste s'est appuyé sur des sculptures, peut-être le groupe statuaire du temple des Muses. Toutefois il y a, à cette époque, un deuxième groupe des Muses exposé devant le temple de la Félicité (Felicitas) dans le Vélabre, sculpture en bronze exécutée par Praxitèle. Sur un dixième modèle de denarius apparaît la représentation d'Hercule guidant les Muses (Hercules Musarum), jouant de la lyre et drapé dans sa peau de lion.

### Le complexe augustéen

#### Le temple d'Hercule et des Muses
Le temple est érigé sur un grand podium orienté selon un axe nord-est sud-ouest de 48 mètres de long, 21 mètres de large et 3,5 mètres de haut. La face septentrionale du podium est creusée d'une exèdre de 11 mètres de diamètre qui a pu servir d'auditorium aux membres du Collegium poetarum. Chaque long côté du podium est également creusé d'une série de six niches rectangulaires de 3,5 mètres de large. Il pourrait s'agir d'espaces destinés à abriter un décor floral ou végétal rappelant les espaces rectangulaires du Forum de la Paix mais il s'agit plus probablement d'espaces réservés à l'affichage des copies des Fasti,.
Sur le podium se dressent deux structures circulaires, une première au nord d'une douzaine de mètres de diamètre et une plus au sud de cinq mètres de diamètre. La plus grande structure correspond au temple circulaire d'Hercule dont l'escalier de cinq marches permettant d'accéder au pronaos rectangulaire fait face au sud-ouest. La cella devait abriter une statue d'Hercule jouant de la lyre. Aucune colonne n'est représentée sur la Forma Urbis, que ce soit pour la rotunda ou pour le pronaos. Il s'agirait donc d'un temple rond au mur extérieur plein. Toutefois comme aucune porte n'apparaît, la présence de colonnes est peut-être implicite.
La structure plus petite placée dans l'axe du temple correspond à un grand autel dédié à Hercules Musarum ou aux Camènes, l'autel correspondrait alors à l'autel archaïque de Numa Pompilius qui aurait été conservé. Juste au nord du podium du temple sont disposés neuf bases rectangulaires destinées à supporter les statues des neuf Muses.

#### Le portique de Philippe
Le monument tel qu'il a été reconstruit par Philippus est décrit comme somptueux et est surtout réputé pour le portique qui l'entoure et qui sert de galerie d'exposition d’œuvres d'art. Ce portique s'élève sur une plate-forme de 3 mètres de hauteur par rapport au niveau du sol des environs, ceci afin de protéger le monument des inondations fréquentes dans cette zone. Le mur méridional du portique est construit dans la continuité de celui du portique d'Octavie. L'édifice tel qu'il est après la restauration entreprise sous Domitien après avoir été endommagé lors de l'incendie de 80 sous Titus est en partie représenté sur un fragment de la Forma Urbis . Cette représentation a donné lieu à plusieurs interprétations. Selon une première hypothèse, il s'agit d'un portique double. En effet, la cour intérieure semble entourée d'une série d'arcades supportées par des piliers représentés comme des colonnes par des points sur le plan de marbre,. Selon une deuxième hypothèse, les points représentés sur le plan ne sont pas des colonnes ou des piliers mais des arbres. Dans ce cas, le portique ne se compose que d'une colonnade.
Il semble que le temple d'Hercule soit entièrement enclos dans le portique dont les faces extérieures sont fermées par un mur continu. Selon une autre reconstitution, seuls les côtés courts au nord et au sud se composent d'une colonnade ouverte sur l'extérieur. L'entrée principale du portique devait alors se situer au milieu du côté sud-ouest du portique, donnant sur l'esplanade du Circus Flaminius. Le côté sud-est semble percé d'une petite ouverture communiquant avec le coin méridional du portique d'Octavie. Au nord-est du portique, le mur plein extérieur est remplacé par un colonnade de dimensions plus grandes que le reste des colonnes du portique. Sur le fragment de la Forma Urbis apparaît une petite court carrée attenante entourée sur trois côtés par une colonnade avec un escalier d'accès latéral. D'autres salles plus petites ont pu abriter des latrines à l'usage des spectateurs du théâtre de Balbus. 
Dans le monument sont exposés de célèbres tableaux :

« On a à Rome, de la main de Zeuxis, une Hélène, dans les portiques de Philippe [...] »

— Pline l'Ancien, Histoire naturelle, XXXV, 36, 6

« [...] et dans le portique de Philippe il y a de lui [Calatès] un Bacchus, un Alexandre enfant, Hippolyte effrayé à la vue du taureau lancé contre lui [...] »

— Pline l'Ancien, Histoire naturelle, XXXV, 37, 2

« Théodore est auteur d'un homme faisant des onctions ; du meurtre de Clytemnestre et d'Égisthe par Oreste ; de la guerre de Troie en une suite de tableaux, qui sont à Rome dans le portique de Philippe [...] »

— Pline l'Ancien, Histoire naturelle, XXXV, 40, 19
Selon Ovide, des coiffeurs ont installé leurs boutiques sous le portique : « la femme se montre à nos yeux parée de l'épaisse chevelure qu'elle vient d'acheter et, pour un peu d'argent, les cheveux d'autrui deviennent les siens. Elle ne rougit pas même d'en faire publiquement l'emplette, à la face d'Hercule et des neuf Sœurs. » La mention « Hercule et les neuf Sœurs » fait référence au temple d'Hercules Musarum dédié au héros grec et aux neuf Muses, filles de Zeus et de Mnémosyne. Plutôt que de voir les coiffeurs installés directement sous le portique, il semble plus probable que leurs boutiques occupent les petites salles annexes au nord-est donnant sur une petite place triangulaire occupée par un marché.

### Ouvrages généraux
- (en) Samuel Ball Platner et Thomas Ashby, A topographical dictionary of Ancient Rome, Londres, Oxford University Press, 1929, 608 p.
- (en) Filippo Coarelli, Rome and environs : an archaeological guide, University of California Press, 2007, 555 p. (ISBN 978-0-520-07961-8, lire en ligne)
- Pierre Gros, « Hermodoros et Vitruve », Mélanges de l'École française de Rome, vol. 85, no 1,‎ 1973, p. 137-161 (lire en ligne)
- (it) Gianfilippo Carettoni, Antonio Maria Colini, Lucos Cozza et Guglielmo Gatti, La pianta marmorea di Roma antica, Rome, Ripartizione del Comune di Roma, 1960
- (en) Lawrence Richardson, A New Topographical Dictionary of Ancient Rome, Baltimore, (Md.), Johns Hopkins University Press, 1992, 488 p. (ISBN 0-8018-4300-6)

### Ouvrages sur le portique
- (en) Todd W. Parment, « Porticus Philippi », Digital Augustan Rome,‎ 2008 (lire en ligne)
- (it) Filippo Coarelli, Il Campo Marzio : dalle origini alla fine della Repubblica, Rome, Quasar, 1997
- (it) A. Viscogliosi, « Porticus Philippi », dans Eva Margareta Steinby (dir.), Lexicon Topographicum Urbis Romae, vol. IV, Rome, Edizioni Quasar, 1997, p. 146-148
- (it) P. Gianfrotta, « Indagini nell’area della porticus Philippi », Archeologia nel Centro, Rome, vol. II,‎ 1985, p. 376-384
- (en) Lawrence Richardson, « Hercules Musarum and the Porticus Philippi », American Journal of Archaeology, Archaeological Institute of America, vol. 81, no 3,‎ 1977, p. 355-361
- (en) Peter Heslin, The Museum of Augustus : The Temple of Apollo in Pompeii, the Portico of Philippus in Rome, and Latin Poetry, Getty Publications, 2015
- (it) F. Castagnoli, « Porticus Philippi », Città e architettura nella Roma imperiale. Atti del seminario del 27 ottobre 1981 nel 25° anniversario dell'Accademia di Danimarca, Odene University Press, no Analecta Romana Supplementa X,‎ 1983, p. 93-104
- (it) F. De Stefano, « Hercules Musarum in Circo Flaminio : dalla dedica di Fulvio Nobiliore alla Porticus Philippi », Archeologia Classica, L'Erma di Breitschneider, vol. 65, no II, 4,‎ 2014, p. 401-431
- A. Gobbi, « Hercules Musarum », dans M. Harari, S. Paltrinieri et M. T. A. Robino (dir.), Icone del mondo antico, Rome, 2009, p. 216-233